# Автоматическое реферирование
Автомати́ческое рефери́рование, анноти́рование или суммариза́ция — создание краткой версии (реферата, аннотации) текстового документа с помощью компьютерной программы.

## История
Первая работа по автоматическому реферированию была сделана американским учёным Г. П. Луном в 1958 г. на материале английского языка. Принципы экстрактивного реферирования были сформулированы Дж. Солтоном в конце 50-х — начале 60-х годов.
В СССР первооткрывателями в области автоматического реферирования стали В. Е. Берзон, И. П. Cевбо, Э. Ф. Скороходько, Д. Г. Лахути, Р. Г. Пиотровский и др.

## Подходы
Выделяется два основных подхода к автоматическому реферированию: извлекающий (экстрагирующий, поверхностный) и генерирующий (абстрагирующий, глубинный).

### Извлекающий (экстракция)
Из исходного текста выбираются наиболее важные фразы, предложения или абзацы, совокупность которых образует некоторый экстракт, квазиреферат. При этом данные фрагменты не обрабатывают, а извлекают в том порядке и виде, в каком они приведены в исходном тексте.
Достоинства подхода: независимость от предметной области, сравнительная простота разработки. Недостатки: бессвязность результата.

### Генерирующий (абстракция)
Генерирующие методы основаны на лингвистических правилах обработки естественного языка или методах искусственного интеллекта. Они содержательно обобщают исходный документ, создавая текст, явно в нём не представленный.
Достоинства подхода: лучшее качество результата. Недостатки: сложность практической реализации, необходимость сбора большого количества лингвистических знаний.